# シディ・ケイタ
シディ・ヤヤ・ケイタ（Sidi Yaya Keita, 1985年3月20日 - ）は、マリ・バマコ出身の同国代表のサッカー選手。

## 経歴

### クラブ
ケイタは18歳でフランスへ移住し、RCストラスブールと契約。ストラスブールでの1年目はリザーブチームで過ごしていたが、次のシーズンはリーグ・アンを戦うトップチームでプレーし、2004年10月16日のアウェー・ACアジャクシオ戦（2-2）でデビューながら90分フル出場した。それから2週間後の第3節・自身2試合目となるオリンピック・リヨン戦で相手主将のクラウディオ・カサッパに対し危険なタックルを仕掛けたことで36分に退場処分となった。カサッパは十字靭帯断裂と診断され、ケイタは2ヶ月の出場停止を言い渡された。その後、同シーズンのリーグカップ決勝・SMカーン戦に先発フル出場し、タイトル獲得に貢献した。
翌シーズンの2005年9月15日に行われたUEFAカップ2005-06・グラーツァーAK戦で欧州戦デビューをしたが、それから8日後の9月21日のACアジャクシオ戦で膝を負傷したことで半年もの離脱を余儀なくされた。2006年4月8日のFCナント戦で復帰し、以降は降格を阻止するために奮闘するも、チームはリーグ・ドゥに降格した。
2006-07シーズンは、ASサンテティエンヌやASモナコ等の争奪戦の末にリヨンへ移籍したアルー・ディアッラの後釜としてRCランスに移籍金500万ユーロで加入。1年目は主に途中出場で18試合に出場し、翌シーズンはセイドゥ・ケイタがセビージャFCに移籍したこともあり出場機会を増やし、2007年8月27日の古巣ストラスブール戦（1-2）でプロ初得点を挙げた。また、リーグカップのル・マンUC戦で決勝点を挙げ、チームを決勝戦が行われるスタッド・ド・フランスの舞台へ導いた。しかし、シーズン全体として見ると控えの立場を脱しきれず、シーズン終了後にチームは降格した。その状況は2008-09シーズンになっても出場18試合中・先発13試合と変わらず、最終的にケイタは4部を戦うリザーブチームに落とされた。
2009年8月31日、リーガ・エスパニョーラに新昇格したヘレスCDへ貸し出された。9月27日のアウェー・RCDエスパニョール戦でデビューしてから、すぐさまベテランのビセンテ・モレノ・ペリスとのポジション争いを制したが、同シーズンに降格した。2010-11シーズンにランスへ戻るも8試合と出場機会は少なく、同シーズンに降格したことに伴い放出された。
しばらく無所属の状態が続いた後、2012年5月9日にCSスダン・アルデンヌのトアイアルを受け、8月30日にヘレスと契約した。

### 代表
2005年9月3日のコンゴ民主共和国戦でマリ代表デビューし、2008年10月11日のチャド戦（2-1）で2得点を挙げ勝利に貢献した。アフリカネイションズカップ2010のメンバーに選出されたものの、膝を負傷したことにより辞退を余儀なくされた。